# L'Éveil normand
L'Éveil normand est un titre de presse français diffusé dans la région de Bernay. Il fait partie du groupe Publihebdos.

## Historique
L’Avenir de Bernay nait en 1872 à la suite de la feuille Journal judiciaire de l’arrondissement de Bernay fondée en 1839 et interdit par arrêté gouvernemental. Sous l'égide d'Henri Méaulle, puis de son fils, Maurice, à partir de 1932, le bi-hebdomadaire devient le plus lu de l'arrondissement de Bernay.
Publié sous l'Occupation, il est interdit et cesse sa parution 11 août 1944, pour laisser sa place à l'hebdomadaire L’Éveil de Bernay. Progressivement, les deux fils de Maurice Méaulle, Bernard et Philippe, prennent la tête de l'entreprise.
Le journal adopte l'offset en 1967, et se dote d'une nouvelle imprimerie en 1970. 
L'Éveil de Bernay devient L'Éveil normand le 5 septembre 1974.
Le titre rejoint Publihebdos en 2001.